# Distretto di Bordj Badji Mokhtar
Il distretto di Bordj Badji Mokhtar è l'unico distretto della provincia di Bordj Badji Mokhtar, in Algeria.

## Comuni
Il Distretto di Bordj Badji Mokhtar comprende 2 comuni:
- Bordj Badji Mokhtar
- Timiaouine